# Galaktická výduť
Pod pojmem výduť se v astronomii rozumí husté centrální seskupení hvězd, které lze nalézt u většiny spirálních galaxií. V minulosti se astronomové domnívali, že výdutě jsou vlastně eliptické galaxie samy o sobě mající kolem sebe disk hvězd. Až teprve snímky z Hubbleova vesmírného dalekohledu s vysokým rozlišením pomohly prokázat, že mnohé výdutě mají vlastnosti spíše podobné spirálním galaxiím. V současnosti astronomové rozlišují dva hlavní typy výdutí: eliptické (klasické) a spirálovité.

## Klasické výdutě

Snímek objektu Messier 81, všimněte si, že spirální ramena končí přesně na hranici výdutě.

Výdutě, které mají vlastnosti podobné eliptickým galaxiím jsou nyní v kontextu s tím, jak byly viděny v minulosti, často označovány jako Klasické výdutě. Takové výdutě sestávají především z hvězd II. populace jejichž záření je rudé. Výduť galaktického disku obsahuje ve srovnání s ostatními částmi poměrně málo prachu a plynů, což také vysvětluje výskyt tak malého množství mladých hvězd. Mladé hvězdy zde ke svému vzniku nemají dostatek stavebního materiálu neboť ten byl již dříve spotřebován při vzniku starších hvězd. Na snímku vpravo je zobrazen příklad galaxie s výdutí eliptického typu galaxie M81. Na snímku lze vidět, že výduť postrádá znaky spirální struktury a modré (mladší) hvězdy se nacházejí ve vnější části, která obklopuje centrální výduť.
Tento soubor vlastností vede mnohé astronomy k domněnce, že některé výdutě mohou být produktem splynutí menších struktur, slučování mraků vodíku nebo „vesmírného kanibalismu“ – tedy vzájemného pohlcování např. prehistorických hvězdokup. Jedná se o mohutný proces, který naruší gravitační poměry mezi hvězdami, čímž je posléze způsobeno, že hvězdy kolem sebe obíhají po naprosto náhodných orbitách. Během srážky je mohutným gravitačním šokem způsobeno, že velké míře dochází k přetváření prachu a plynů na mladé hvězdy. Některé výdutě mohou být výsledkem mnoha postupných kolizí, které byly ve velmi vzdálené minulosti poměrně běžné.

## Spirálovité výdutě

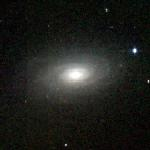
Snímek objektu Messier 63.

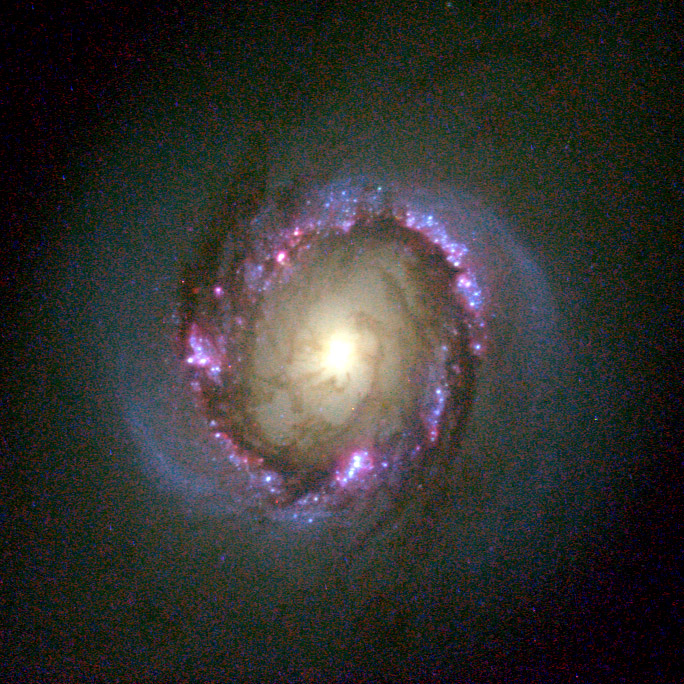
Snímek Hubbleova dalekohledu zobrazující centrální část NGC 4314, galaxii s nukleárním prstencem formujících se hvězd.

Mnohé výdutě mají vlastnosti podobné spíše spirálním galaxiím a často jsou označovány jako pseudovýdutě nebo diskovité výdutě. Na rozdíl od klasických výdutí nejsou v tomto případě vzájemné orbity hvězd náhodné nýbrž obíhají po stejné rovině kolem středu jako vnější disk. Pozdější průzkumy, které využily možnosti Hubbleova vesmírného dalekohledu prokázaly, že spirálovité výdutě nejsou zcela prosté prachu a plynů a navíc ukázaly, že mají různorodé a složité struktury. Taková struktura se na první pohled může jevit jako spirální galaxie, ovšem o mnoho menší. Odhaduje se, že velké spirální galaxie mohou být 2x až 100x větší než tyto struktury ve výdutích. V případě, že se ve výduti taková struktura nachází, projevuje se záření z ní vycházející jako dominantní oproti ostatním částem. Mnohé spirálovité výdutě obsahují též mnoho mladých a vyvíjejících se hvězd, což u eliptických výdutí běžné není.
Tato fakta naznačují fakt, že spirálovité galaxie vznikala prostřednictvím odlišných procesů než tomu bylo u výdutí eliptických ovšem s jistotou tento proces v současnosti (tj. 2008) s určitostí vysvětlit nelze. Existuje teorie, že tyto výdutě mohly vznikat splýváním mohutných mračen plynu mnohem dříve, než se ona mračna mohla „přelít“ do vnějšího disku. Prostřednictvím týmu z SCScI bylo zjištěno, že rozličné typy spirálních galaxií obsahují ve svém centru malou centrální výduť, která pravděpodobně vznikla v rané fázi vývoje. Později ale nejspíše z důvodu nestability disku okolních hvězd došlo k proudění plynů směrem do centra a tyto plyny poskytly další materiál pro vznik nových hvězd ve výduti. Pokud je tato teorie sekulární evoluce pravdivá, znamenalo by to, že teorie o vzniku galaxií příliš přeceňují četnost a vliv srážek a splývání na vznik galaxií. Bylo prokázáno, že se v mnoha výdutích nachází obří černá díra.